# Kurt Freund
Kurt Freund est un psychiatre et sexologue tchéco-canadien né en 1914 à Chrudim et mort en 1996 à Toronto. Il a entre autres joué un rôle important dans la dépénalisation de l'homosexualité en Tchécoslovaquie et en RDA.

## Biographie
Kurt Freund nait en 1914 à Chrudim (qui appartient encore à l'époque à l'Empire Austro-hongrois) dans une famille juive germanophone.
Sous l'occupation nazie, il se marie en 1942 avec Anna Hloun, mais divorce dès 1943 afin de préserver sa femme et sa fille des persécutions antisémites. S'il survit à ces persécutions, ses parents et son frère sont assassinés par le régime nazi.
En 1948 au moment de la fondation de la République socialiste tchécoslovaque, il rejoint le département de psychiatrie de l'université Charles de Prague. Il y obtient son doctorat en médecine, puis son doctorat en sciences en 1962, avant d'y effectuer des recherches post-doctorales, puis des recherches et des travaux cliniques à l'Institut de sexologie.
Parallèlement, Freund est chargé par l'armée tchécoslovaque de distinguer l'homosexualité réelle de l'homosexualité simulée parmi les conscrits, et développe à cet effet un appareil de pléthysmographie pénienne pour mesurer le degré d'excitation sexuelle. Il est alors l'un des premiers à défendre la théorie selon laquelle l'homosexualité se manifeste de manière prénatale ou génétique et qu'elle ne peut pas être traitée. Il se prononce en conséquence pour la dépénalisation de l'homosexualité et démontre dans les années 1950 que les thérapies de conversion sont inutiles.
Ses recherches sur l'homosexualité influencent grandement le sexologue Rudolf Klimmer et ils parviennent ensemble à faire évoluer les législations respectives en Tchécoslovaquie et en RDA, jusqu'à la dépénalisation complète.
À la suite de l'écrasement du Printemps de Prague par les armées de l'URSS, il émigre au Canada en 1968 et y enseigne au Clarke Institute of Psychiatry de Toronto.
Après avoir été diagnostiqué d'un cancer, il se suicide en 1996.